# Guillaume de Léon
Guillaume de Léon (mort en 1306) est un prêtre catholique breton qui fut évêque de Léon de 1303 à sa mort 

## Contexte
Non repris dans la liste des évêques de Léon de « l'église catholique du Finistère »  ce prélat est cependant mentionné par Dom Tallandier et la Gallia Christiana qui l'insèrent entre Yves II et Guillaume de Kersauzon. Sa mort est relevée dans l'obituaire de Nantes un 27 juin.

## Sources
- (la) Jean-Barthélemy Hauréau, Gallia Christiana, vol. XIV Provincia Turonensi, Paris, Firmin-Didot, 1856, p. 978 Ecclesia Leonenis, Episcopi Leonenses XXIV Guillelmus I.
- Dom Charles Taillandier, Histoire Ecclésiastique et civile de Bretagne, Paris, 1756, p. XL Catalogues des evesques et abbés de Bretagne